# والتر مانیفیکو
والتر مانیفیکو (ایتالیایی: Walter Magnifico؛ زادهٔ ۱۸ ژوئن ۱۹۶۱) بازیکن سابق و مربی بسکتبال اهل ایتالیا است.
وی در مسابقات کشوری و بین‌المللی در مجموع برندهٔ ۱ مدال نقره، ۱ مدال برنز شده‌است.